# Rutoideae
Rutoideae, potporodica rutovki. Sastoji se od više tribusa podijeljenih na podtribuse i rodove.
Ime dolazi po najvažnijem rodu Ruta.

## Tribusi
1. Boronieae, polugrmovi i zeljasto bilje
2. Diosmeae, Bilje ili grmlje, rjeđe drveće
3. Galipeae (Cusparieae), uglavnom drveće ili grmovi
4. Ruteae, bilje, rjeđe grmovi
5. Zanthoxyleae, drveće ili grmlje